# Sheldon Datz
Sheldon Datz (* 21. Juli 1927 in New York City; † 15. August 2001 Oak Ridge (Tennessee)) war ein US-amerikanischer Chemiker und Physiker.
Datz war 1943 an der Stuyvesant High School und erhielt 1950 den BS an der Columbia University und den MA 1951 ebenfalls dort. Im Jahre 1960 erhielt er den PhD für physikalische Chemie an der University of Tennessee. Von 1951 bis zu seinem Tode hatte er zahlreiche Positionen am Oak Ridge National Laboratory inne, zuletzt als Chef der Atomic Physics Section. 1969 wurde er Fellow der American Physical Society.
Sheldon Datz untersuchte die elektronischen Eigenschaften von Kristallen, indem er sie mit hochenergetischen Ionen beschoss. Er veröffentlichte mehr als 300 Paper in wissenschaftlichen Publikationen.

## Auszeichnungen
- 1998 Davisson-Germer-Preis[2]
- 2000 Enrico-Fermi-Preis[3]